# Quinchães
Quinchães es una freguesia portuguesa del concelho de Fafe, con 10,45 km² de superficie y 2.344 habitantes (2001). Su densidad de población es de 224,3 hab/km².